# عين الجماجمة
عين الجماجمة قرية سوريّة تتبع إداريّاً لمحافظة حلب منطقة دير حافر ناحية كويرس شرقي، بلغ تعداد سكانها 1,274 نسمة حسب التعداد السكاني لعام 2004.